# Naturmælk (mejeri)
Naturmælk a.m.b.a. er et dansk økologisk andelsmejeri. 
Andelsselskabet blev etableret i 1994 med hjemsted i Broderup Mejeri i landsbyen Broderup ved Tinglev. Mejeriselskabet blev stiftet på initiativ af en gruppe økologiske mælkeproducenter, der købte Broderup Mejeri. Broderup Mejeri, i den oprindelige form, blev bygget tilbage i 1887.
Naturmælk har i alt 33 andelshavere, som alle producerer økologisk mælk til mejeriet. Andelshaverne driver økologisk landbrug i Sønderjylland og Sydvestjylland og Fyn. Enkelte af andelshaverne driver biodynamisk landbrug.
Naturmælk leverer primært til det danske marked, men har en begrænset eksport.
Virksomhedens produkter omfatter et bredt udvalg af økologiske mejeriprodukter, her i blandt konsummælk, smør og ost. Naturmælk har vundet mange priser igennem årene bl.a. i 2007 Mejeribrugets Gourmetpris for deres høost,  i 2013 biodynamisk hø-mælk og i både 2017 og 2018 med jersey hømælk. Desuden er der også igennem årene vundet internationale priser.
I 2017 overtog Naturmælk Øllingegaard Mejeri i Skævinge, Nordsjælland, der  også er en af de gamle økologiske pionerer indenfor mejeribranchen. Her produceres der også udelukkende økologisk mejeriprodukter, primært til det sjællandske marked.

## Ekstern henvisning
1. ↑  søgning på virk.dk
2. 1 2  Naturmælks hjemmeside, hentet 6. september 2015

|  | Denne artikel om en bygning eller et bygningsværk kan blive bedre, hvis der indsættes et (bedre) billede. Du kan hjælpe ved at afsøge Wikimedia Commons for et passende billede eller lægge et op på Wikimedia Commons med en af de tilladte licenser og indsætte det i artiklen. |

54°53′54.9″N 9°14′47.7″Ø / 54.898583°N 9.246583°Ø